# 岸里奈
岸 里奈（きし りな、2007年9月23日 - ）は、日本の女子体操競技選手である。

## 経歴・人物
- 2007年9月23日、埼玉県戸田市出身。
- 戸田市スポーツセンターにて小学校年代より体操を始め、小学校5年次の2018年度「全日本ジュニア体操競技選手権大会」女子Cクラス個人総合[2]、小学校6年次の2019年度「全日本ジュニア体操競技選手権大会」女子Bクラス個人総合[3]にてそれぞれ優勝を飾る。
- 戸田市立新曽中学校へ進学した後は、中学の体操部に入部し、数々の公式競技大会に出場。中学3年次の2022年度「第53回全国中学校体操競技選手権大会」では戸田市立新曽中学校体操部のメンバーとして団体総合優勝を果たす[4]。
- これらが評価され2022年（令和4年）の「戸田市一般功労表彰」[5]を受賞し、また「埼玉県スポーツ賞 押田体育賞」を受賞した[6]。
- 2023年4月にクラーク記念国際高等学校に進学し、その直後に開催された「全日本体操競技個人総合選手権大会」では予選7位から決勝で巻き返して3位に入賞した[7]。
- 2023年5月の「NHK杯体操選手権」では優勝した宮田笙子とは僅か0.100点差で2位に入賞した。この結果、「2023年世界体操競技選手権」（ベルギー・アントウェルペン）に出場する日本代表選手に内定した[8]。
- 2023年10月の世界選手権では団体予選で8位に入り、パリオリンピックの出場権獲得に貢献[9]。個人総合にも畠田千愛とともに出場し、11位の成績で終えた[10]。

- 2024年4月の全日本選手権は予選を4位で通過し、決勝で巻き返し、4種目合計109.463で優勝した宮田笙子とは0.335差の2位入賞を果たした[11]。5月のNHK杯でも宮田に次ぐ215.526で2位入賞。自身初のオリンピック代表内定を勝ち取った[12]。オリンピックでは宮田が代表辞退というアクシデントがありながら、ゆかでシリバス決めるなど、チームトップの得点をたたき出し、4種目合計162.196の5位で団体決勝進出に貢献した（個人総合にもチームメイトの中村遥香とともに進出）[13]。決勝では平均台で13.466、ゆかで13.433をたたき出すも、159.463のスコアで8位に終わったが、北京から5大会連続での団体入賞を果たした[14]。個人総合では4種目合計53.965の11位に終わり、入賞には至らなかった[15]が、種目別のゆかで7位入賞を果たした。

- 2025年4月の全日本選手権では予選から首位を守り、自身初のタイトルを獲得し、宮田笙子の同大会の連覇を阻止したが、同年5月のNHK杯では予選を首位で折り返すも、決勝では平均台での落下が響き、杉原愛子に逆転され、2位に終わり、全日本との2冠を逃したが、世界選手権の代表には杉原とともに選出された。